# Найткор
Найткор (англ. nightcore) — музыкальный стиль, возникший в 2002 году в Норвегии, представляющий из себя ремикс-версию музыкальной композиции, в которой темп и тональность исходного звукового ряда увеличены примерно на 35 %. Название происходит от одноименной норвежской музыкальной группы «Nightcore», которая выпускала ремикс-версии песен c увеличенными темпом и тоном.

## История

### 2000-e: Возникновение музыкального стиля
Основателями найткора являются тематические исполнители норвежского происхождения — Томас Нильсен и Стефан Седерхольм. Будучи ещё подростками, в период создания своего школьного музыкального проекта, они объединились в одноименную музыкальную группу «Nightcore». Как результат, в 2002 году дуэт создаёт свой дебютный альбом Energized, состоящий из 10-ти ускоренных на 25–30% версий уже существующих песен в стилях евродэнс и транс. На такой подход к ремикшированию их вдохновил искусственно завышенный тон вокала в песнях «Nessaja» и «Ramp! (The Logical Song)» немецкой группы Scooter. В дальнейшем под авторством юных членов группы «Nightcore» выходили такие альбомы, как Summer Edition (2002), L'hiver (2003), Sensaciòn (2003) и Caliente (2003), после чего музыкальный коллектив прекратил свою деятельность. Цифровые записи своей музыки дети распространяли в виде компакт-дисков, однако работы так и не обзавелись особым спросом. В интернете же музыкальные работы группы впервые начали появляться приблизительно в середине 2003 года, в особенности в файлообменном сервисе LimeWire, а в 2006 году на YouTube неизвестным пользователем был опубликован ремикс из альбома Caliente песни «Dam Dadi Doo». Одним из первых, кто начал распространять музыку «Nightcore» на YouTube, был пользователь под псевдонимом Maikel631, загрузив в 2008 году на веб-сайт около 30 музыкальных композиций группы.

### 2010-e: Рост популярности стиля
В 2010-х годах стиль найткор пережил стремительный рост популярности благодаря платформам YouTube и SoundCloud, где энтузиасты начали массово загружать ремиксы песен с ускоренным темпом и изменённым тоном. Этот стиль привлекал внимание молодых слушателей, особенно тех, кто интересовался аниме-культурой, так как многие видео сопровождались аниме-артом или клипами. Найткор стал неотъемлемой частью субкультур, связанных с интернетом, таких как фанаты EDM и кибер-культура.
Распространение стиля происходило не только через специализированные музыкальные платформы, но и через такие социальные сети, как TikTok, где найткор-ремиксы часто использовались для создания коротких видеороликов. Кроме того, жанр начал адаптироваться к различным музыкальным направлениям: появлялись найткор-версии поп-хитов, рок-композиций и даже треков из жанра хип-хоп, что сделало его ещё более универсальным и доступным для широкой аудитории. В это время стиль стал символом ностальгии и энергетики, объединив поколения слушателей.